# Yudai Tanaka (fotbollsspelare född 1988)
Yudai Tanaka (田中 雄大 Tanaka Yudai?), född 8 augusti 1988 i Shiga prefektur, är en japansk fotbollsspelare.
Tanaka började sin karriär 2011 i Kawasaki Frontale. Efter Kawasaki Frontale spelade han för Tochigi SC, Gainare Tottori, Mito HollyHock, Vissel Kobe, Hokkaido Consadole Sapporo och Blaublitz Akita.